# 摩洛迪戰役
摩洛迪戰役，是1572年伊凡四世時克里米亞汗國可汗德夫莱特·格莱企圖重新征服莫斯科大公國的戰役，也是伊凡四世在位時的關鍵戰役，地點是莫斯科以南40公里的小村摩洛迪。在1572年7-8月120000人隨克里米亞汗德夫莱特·格莱入侵莫斯科企圖永遠征服俄國，而俄國則只有60000人，由王子米哈伊爾·伏洛迪斯基防守。
當時俄國正在立窩尼亞進行戰爭，克里米亞汗希望從它南部邊境的弱點圖利，德夫莱特·格莱曾三次入侵俄國南方，甚至放火燒毀莫斯科。但是這次俄國已有準備，在奧卡河畔的謝爾普霍夫建立了防禦工事，配備了大砲。
俄羅斯軍隊估計有70000人，最高指揮是王子米哈伊爾·伏洛迪斯基，王子列普寧帶領左翼，右翼由奧德伊夫斯基王子指揮。7月30日兩軍於洛帕斯尼亞河畔發生衝突，因近距離作戰馬刀和長矛是主要武器，韃靼人的弓箭起不了作用，俄羅斯的砲兵也有很大幫助。
戰鬥結束後，只有10000個韃靼騎兵回到了克里米亞，德夫莱特·格莱的兒子和孫子也死在戰鬥中。